# Christian Krohg
Pour les articles homonymes, voir Krohg.
Christian Krohg, né le 13 août 1852 à Vestre Aker et mort le 16 octobre 1925 à Christiana (Oslo), est un peintre, illustrateur, écrivain et journaliste norvégien.
Naturaliste par les thèmes de ses tableaux et de ses romans, il est aussi influencé par l'impressionnisme. Il a aussi parmi ses élèves Edvard Munch, qu'il soutient et à qui il fait attribuer une bourse. Il est également connu pour ses portraits comme celui d'August Strindberg, un portrait acquis par Henrik Ibsen.
Il termine sa carrière artistique en tant que directeur de l'Académie des beaux-arts d'Oslo.

## Biographie
Né en 1852 en Norvège à Vestre Aker, Christian Krohg est le fils du légiste et homme d'état Georg Anton Krohg (1817–1873), lui-même fils du conseiller d'état et ministre norvégien Christian Krohg (1777–1828). De 1869 à 1873, il étudie le droit à l'université de Christiana suivant la tradition de la lignée familiale.
Mais il s'échappe en étudiant l'art pictural sous la maîtrise de Hans Fredrik Gude à l'école d'art du pays de Bade, à Karlsruhe. 
Ce peintre est formé pendant cinq ans à différentes techniques picturales en Allemagne et adhère au courant naturaliste, le pendant du réalisme littéraire. Il choisit alors les thèmes de la vie de tous les jours, à l'époque considérés comme triviaux et vulgaires. Patient pédagogue, l'étudiant gagne sa vie comme enseignant. Artiste, il fait des portraits de gens simples et inconnus, peint des prostituées qui acceptent une rémunération pour poser, brosse des paysages sans connotation historique. Il rejoint déjà les peintres des rivages ouverts et lumineux de la péninsule danoise de Skagen en 1879. Il apprend des techniques de peinture à la jeune Anna Kirstine Brøndum qui deviendra en 1880 l'épouse de son ami Michael Anchler, le peintre de la vie des pêcheurs des rivages danois de la mer du Nord. 
Il travaille à Paris en 1881 et 1882, adhérant à la communauté des peintres nordiques qui résident une partie de l'année en France. Plus tard, ce locuteur des langues de Goethe et de Molière continue de rejoindre en bonne saison vers le sud les peintres allemands de l'école de Skagen ou résidera sans difficulté avec sa famille en France. 
Il fréquente la Bohême littéraire et artistique de Cristiania. D'esprit altruiste, il dispense gratuitement des leçons de peinture à une association informelle de jeunes artistes bourgeois qui louent par commodité un atelier dans le même quartier du parlement, près de la rue Karl Johann. Parmi eux, il remarque le jeune Edvard Munch. Il le trouve consciencieux et appliqué, plein d'ardeur et de talent, prometteur pour une carrière de haut niveau, et il active ses réseaux pour lui faire attribuer une bourse d'études, pour contrer l'hostilité grandissante de la famille du jeune homme.
En 1882, il se fait connaître du tout Christiana (ancien nom d'Oslo), en organisant avec ses amis les peintres Frits Thaulow, Gerhard Munthe, Erik Werenskiold un premier salon d'automne, inspiré par le salon de printemps de Paris. Cette manifestation suscite l'ire de la bourgeoisie conservatrice de l'époque, car elle donne une belle place au naturalisme et au tout récent courant de l'impressionnisme français.   
Pourtant, après une période de rejet, il conserve la célébrité, née paradoxalement de l'animosité affichée des élites de l'art et de l'hostilité morale bourgeoise. L'artiste à la barbe brune, qui est aussi un écrivain calme et un professeur plein d'attention, au physique agréable, donne des cours payants à quelques épouses et des filles de notables. Parmi elles, il n'est pas indifférent à la beauté plastique d'Oda Lasson, femme mariée de mœurs libres puisque malgré deux enfants en bas âge, elle a quitté son mari homme d'affaires en 1883 et vit une liaison tumultueuse avec Hans Jæger. Nièce d'une princesse russe, elle appartient à une grande famille de la haute bourgeoisie conservatrice de Christiana, qui comptent des écrivains et des compositeurs reconnus. Tout en prenant des cours de peintures auprès d'Erik Werenskiold et de Christian Krohg, l'étudiante en peinture n'hésite pas à poser bénévolement pour eux en 1885. Entre Christian et Oda naît une idylle amoureuse.  
Le couple soutient Hans Jæger, malheureux pendant sa dure captivité de 1885. Christian Krohg signe des manifestes contre la censure et publie à compte d'auteur pour soutenir les affirmations de l'écrivain naturaliste emprisonné un roman en 1886 intitulé Albertine, aussitôt saisi et interdit par la censure officielle. Ce roman qui narre une banale histoire de jeune couturière ou "cousette" désargentée comme il en a si souvent rencontré en France, obligée de se prostituer pour ne pas sombrer dans une misère encore plus sordide, s'inscrit dans le naturalisme de la littérature norvégienne des années 1880. Ce roman a été pour Christian Krohg le motif de nombreux tableaux, autant décriés en chaire qu'ils étaient demandés dès 1886 par le public nordique.

Avec le principal rédacteur Hans Jaeger, il lance en décembre 1886 en tant qu'éditeur responsable pour la première fois une revue de l'impressionniste dénommée en dano-norvégien "Impressionisten", périodique revendiqué de la Bohème norvégienne. Neuf numéros paraissent de 1886 à 1890.

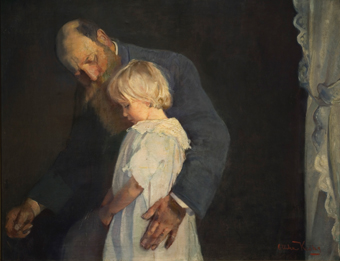
Stakkelse lille: Christian Krohg et sa fille Nana, 1891 peints par sa femme Oda Krohg.

En 1888, Oda obtient enfin le divorce et se marie avec Christian, car ce dernier respecte son statut de femme libre, encore souvent attirée par les mondanités et s'affichant volontiers comme la muse des jeunes gens brillants. Le couple aura deux enfants, Nana née en 1885 et Per en 1889. Il dresse également des portraits dont celui, en 1893, resté célèbre d'August Strindberg alors âgé de 44 ans, qui semble sur ce portrait en colère contre l'ypocrisie sociale, un portrait acquis par Henrik Ibsen.
Christian Krohg poursuit aussi une remarquable activité de journaliste indépendant dans un journal de Christiana nommé Verdens Gang de 1890 à 1910. Au début des années 1890, la famille persécutée et souvent vilipendée par les autorités politiques conservatrices norvégiennes réside à Berlin. En 1893, Edvard Munch se représente dans un café parisien avec Christian et Oda Krohg, Jappe Nilssen, Hans Jæger, Gunnar Heiberg and Jørgen Engelhardt. L'observateur Munch n'est pas sans savoir que tous les hommes présents ont été, à un moment ou à plusieurs moments, les amants d'Oda. 
En 1896, Oda l'épouse de Christian, elle-même artiste confirmée, décide de refaire sa vie avec son amant Gunnar Heiberg qui l'a défendu opportunément d'une agression furieuse de Strindberg, victime de crises de schizophrénie. Le couple s'enfuit à Paris avec le fils chéri d'Oda, Per. Mais elle abandonne Gunnar devenu jaloux et entame en 1901 une relation avec le critique d'art Jappe Nilssen qui l'incite à tenter sa chance, à l'égal des hommes, dans les salons de peinture parisiens tout en renouant avec sa vraie famille.
Entre 1901 et 1909, la famille Krohg, tantôt décomposée tantôt recomposée, s'installe à Paris. Oda se fait connaître comme une femme peintre autonome et travaille dans un atelier de Montparnasse. Après des débuts au salon de Paris en 1903, elle expose avec succès aux salons d'automne de 1904 à 1909. Christian enseigne à l'académie Colarossi avant 1901. Il apprend le métier de peintre à son fils Per de 1903 à 1909. Il reste également journaliste correspondant européen du Verdens Gang. 
Son retour en Norvège en 1909, qui survient quelques mois après une réconciliation définitive avec sa femme, est motivé par l'obtention d'un poste de professeur puis de directeur à l'académie nationale des beaux-arts de Christiana (Statens Kunstakademi). Le grand journaliste et artiste bénéficie d'un revirement ou d'un pardon politique. Il reste en poste jusqu'en 1925, année de son décès.
Il est enterré au cimetière de Notre-Sauveur (Oslo). Oda décède dix années plus tard, en octobre 1935.

## Héritage artistique et postérité
Christian Krogh est associé aux peintres de Skagen (Danemark). Le musée danois de Skagen garde une partie de ces œuvres picturales.
Christian et Oda Krohg sont les parents du peintre fresquiste ou muraliste Per Lasson Krohg (1889-1965) qui étudie avec Henri Matisse, ami de la famille, pendant un séjour parisien.
En 2023, le Musée national décide de remiser l’un des tableaux les plus connus de Christian Krohg Leif Erikson découvre l’Amérique. Cette œuvre typique du courant romantique prédominant à la fin du XIXe siècle sera relégué dans les réserves. Une décision correspondant selon la direction du Musée à une volonté de « s’adapter au monde actuel ». Mais Christian Krohg s'est éloigné lui-même du courant romantique norvégien. Il devient un admirateur de Gustave Courbet et veut peindre la réalité sociale crue. l est devenu naturaliste. Il est aussi influencé dans le rendu pictural par les impressionnistes français.
Une exposition Christian Krohg (1852-1925).  Le Peuple du Nord est organisée du 25 mars au 27 juillet 2025 au Musée d'Orsay. Il s'agit de la première rétrospective hors de Scandinavie consacrée à ce peintre,,.

## Œuvre romanesque
- Albertine, roman naturaliste édité en 1886

## Quelques tableaux
- Albertine i politilægens venteværelse, 1886-1887
- Autoportraits :

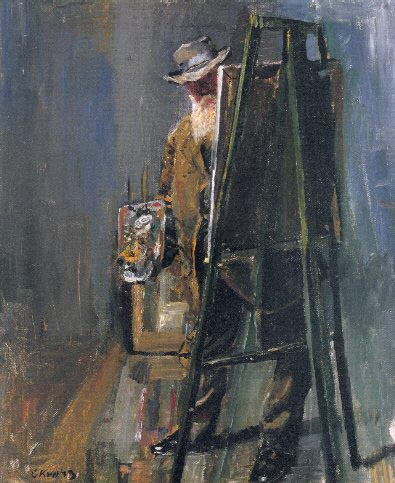
Autoportrait au chevalet, 1912.
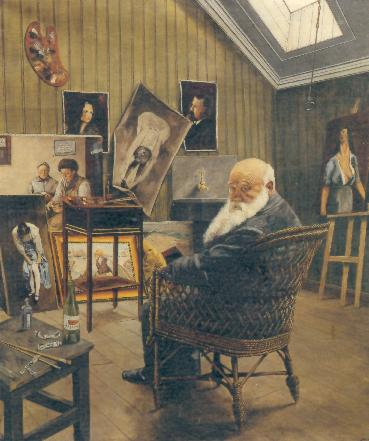
Autoportrait sur une chaise courbe, 1917.

- Portraits :

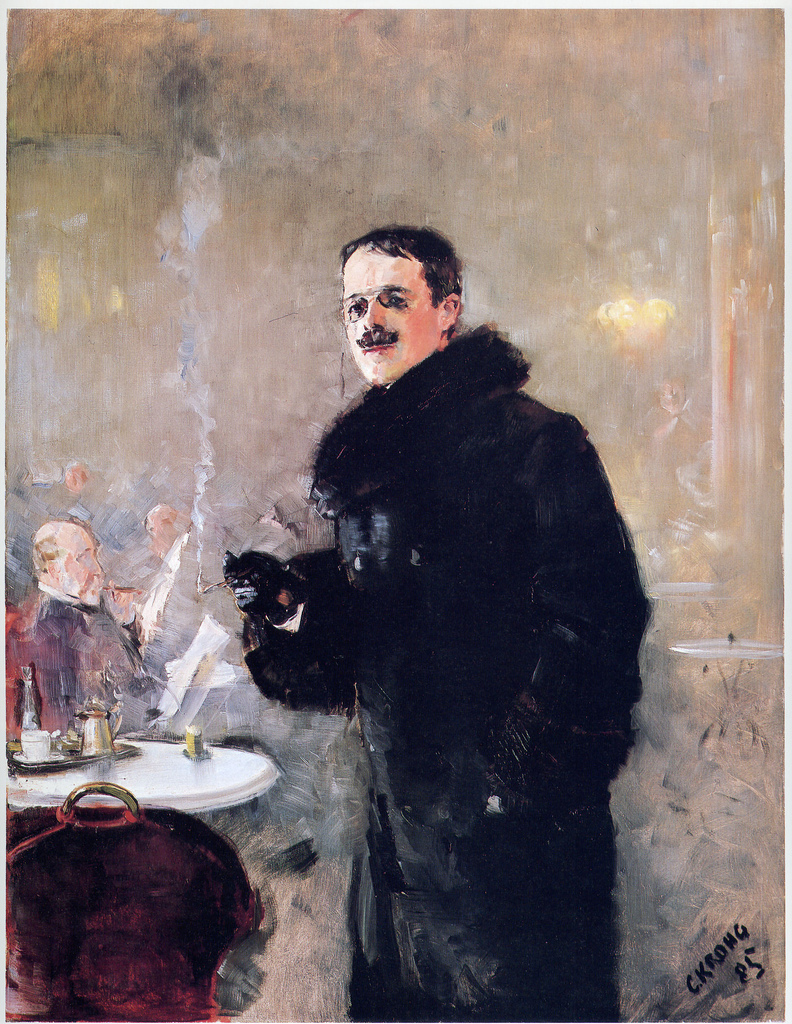
Portrait du peintre Gerhard Munthe.
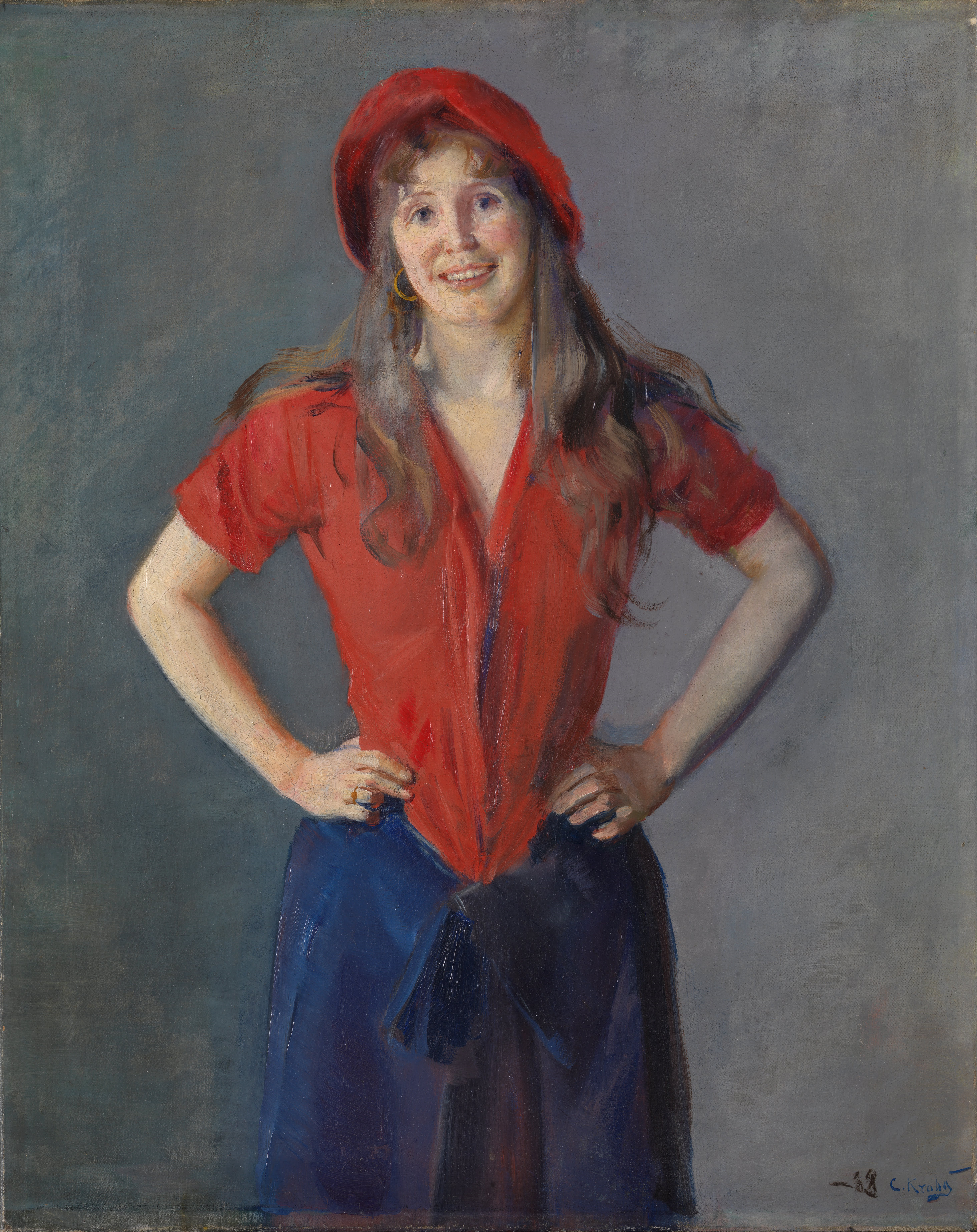
Oda Krohg en 1886.
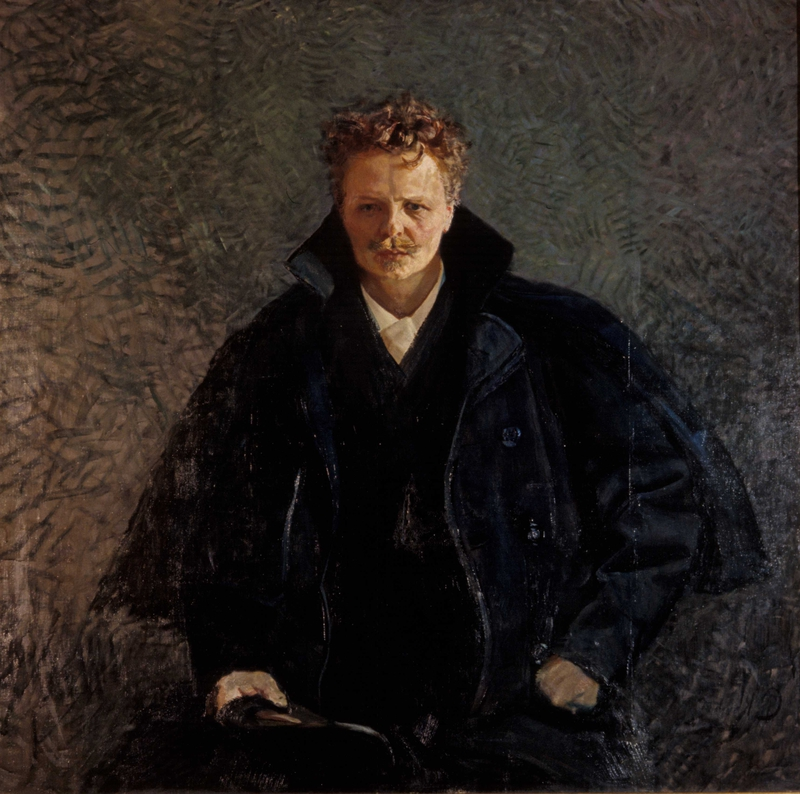
August Strindberg en 1893

- Scènes et symboles :

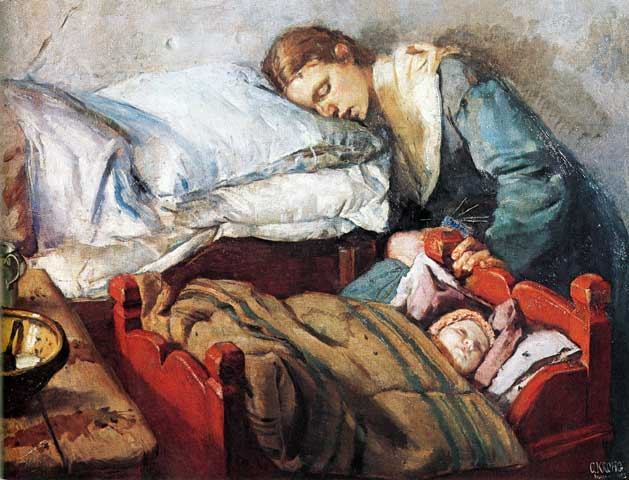
Mère endormie avec enfant, 1883).
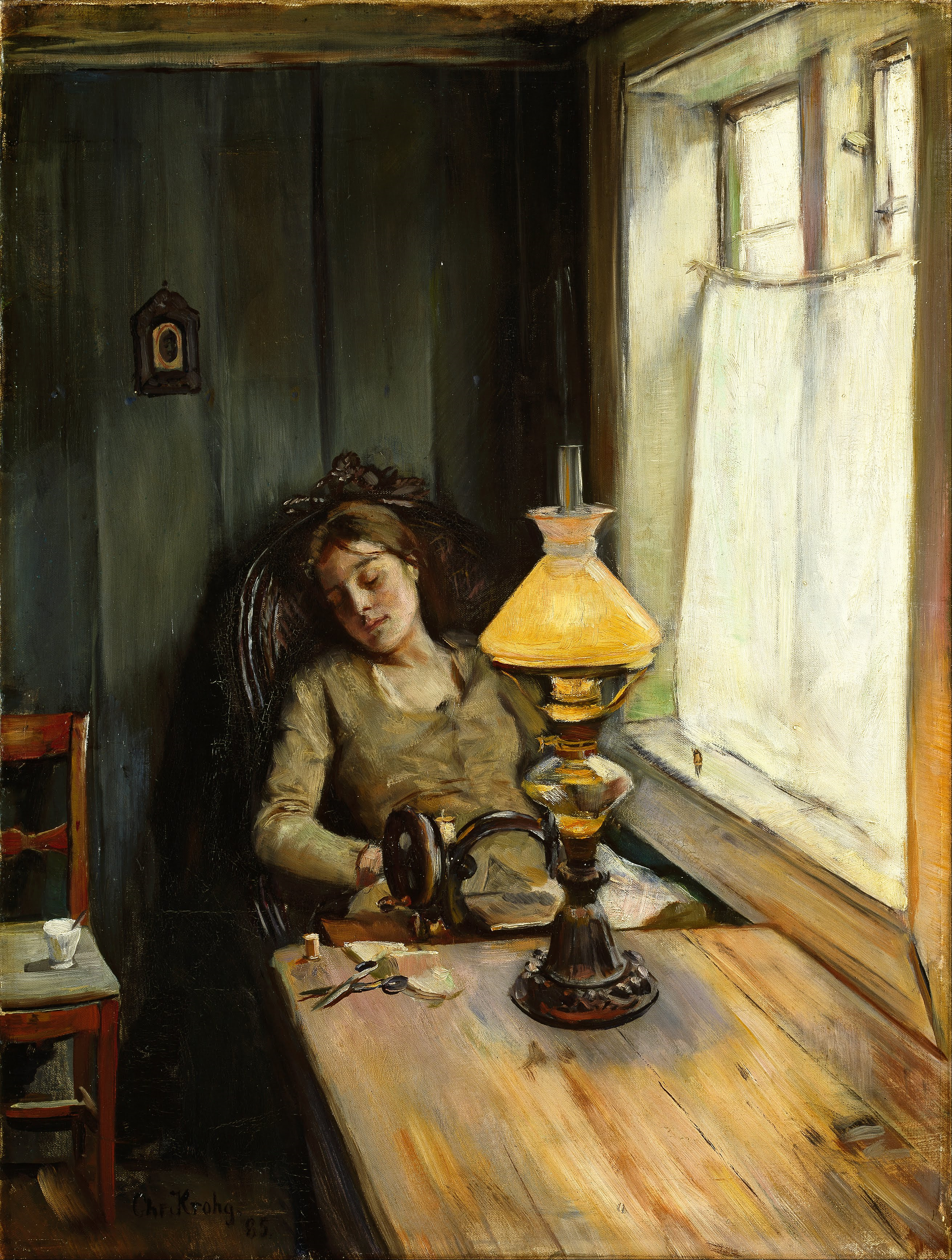
Fatiguée, 1885.
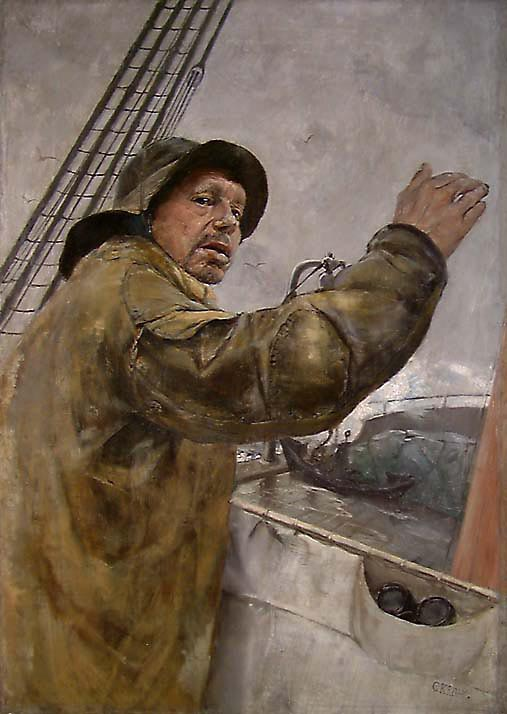
À bâbord, 1879.
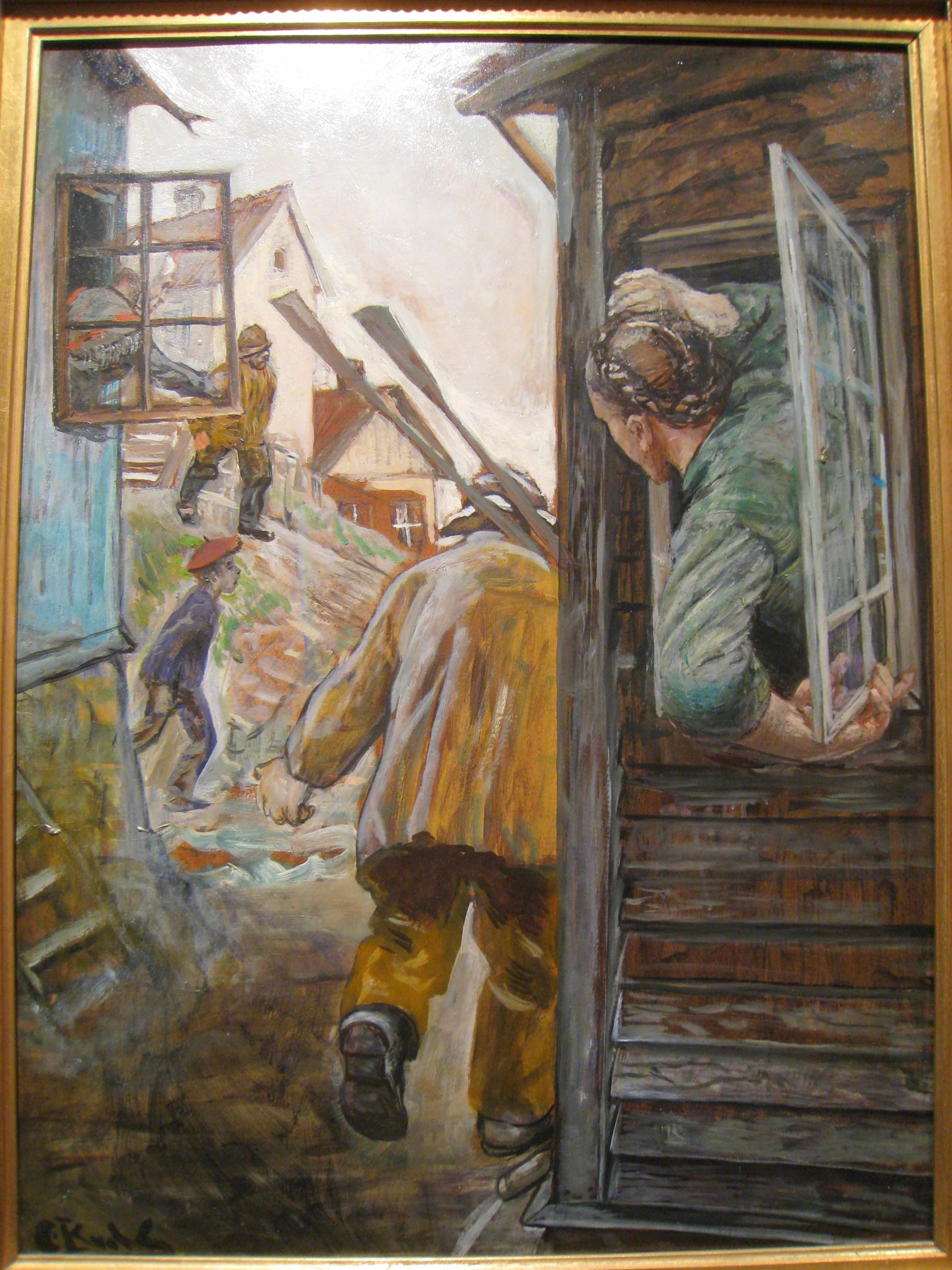
Les bancs de hareng arrivent.
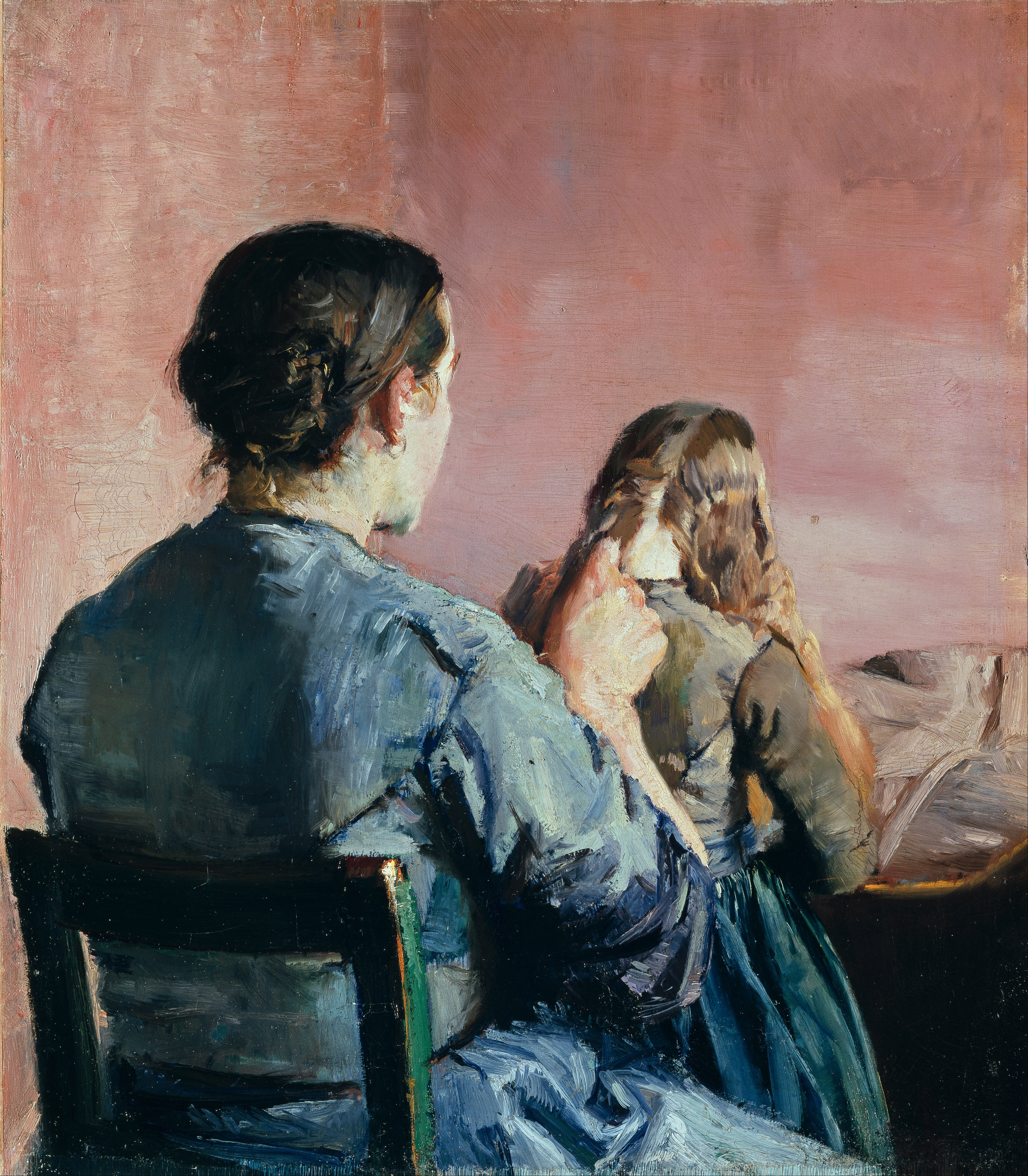
Tressage des cheveux, 1882.
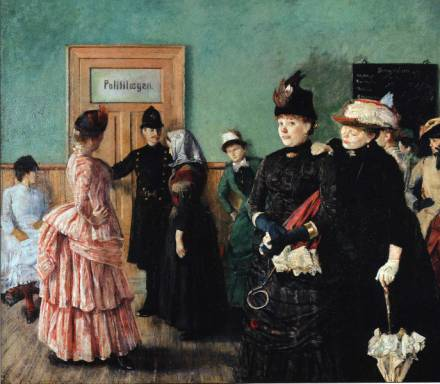
Albertine dans la salle d'attente du médecin de la police, 1885-87.
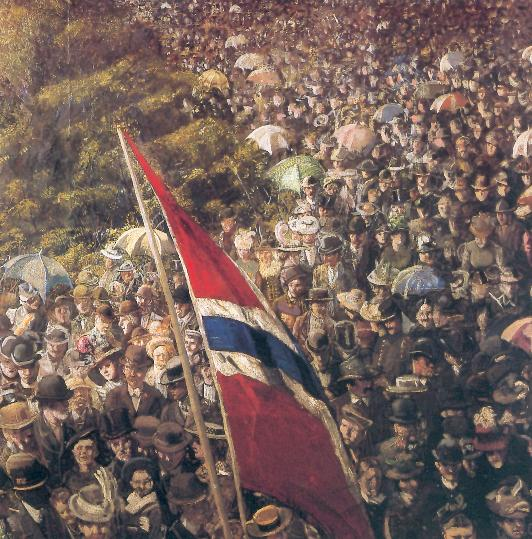
Jour de la constitution indépendance du 17 mai 1893.
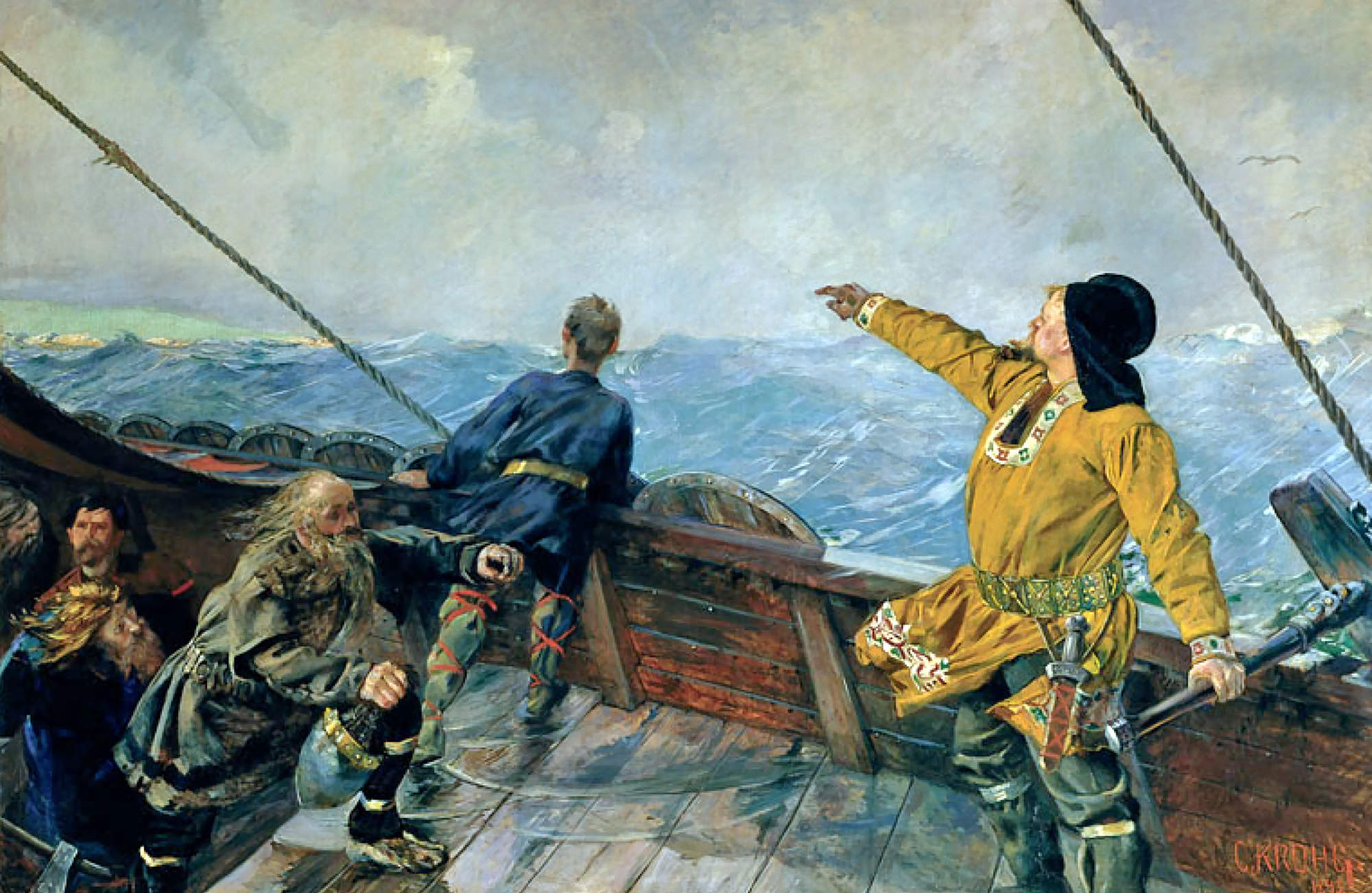
Leif Eriksson découvre l'Amérique, 1893 (thème de l'indépendance gagnée).

## Élèves
- Edvard Munch
- Anna Ancher
- Ossian Elgström

## Distinctions
- Chevalier de 1re classe de l'ordre de Saint-Olaf

## Citation
- « Maître Krohg, que j'ai connu, est bien le seul peintre capable de se pencher du haut de son trône et d'éprouver de la compassion sincère pour ces modèles », Edvard Munch[6].